# Leichtathletik-Europameisterschaften 2010/Diskuswurf der Männer

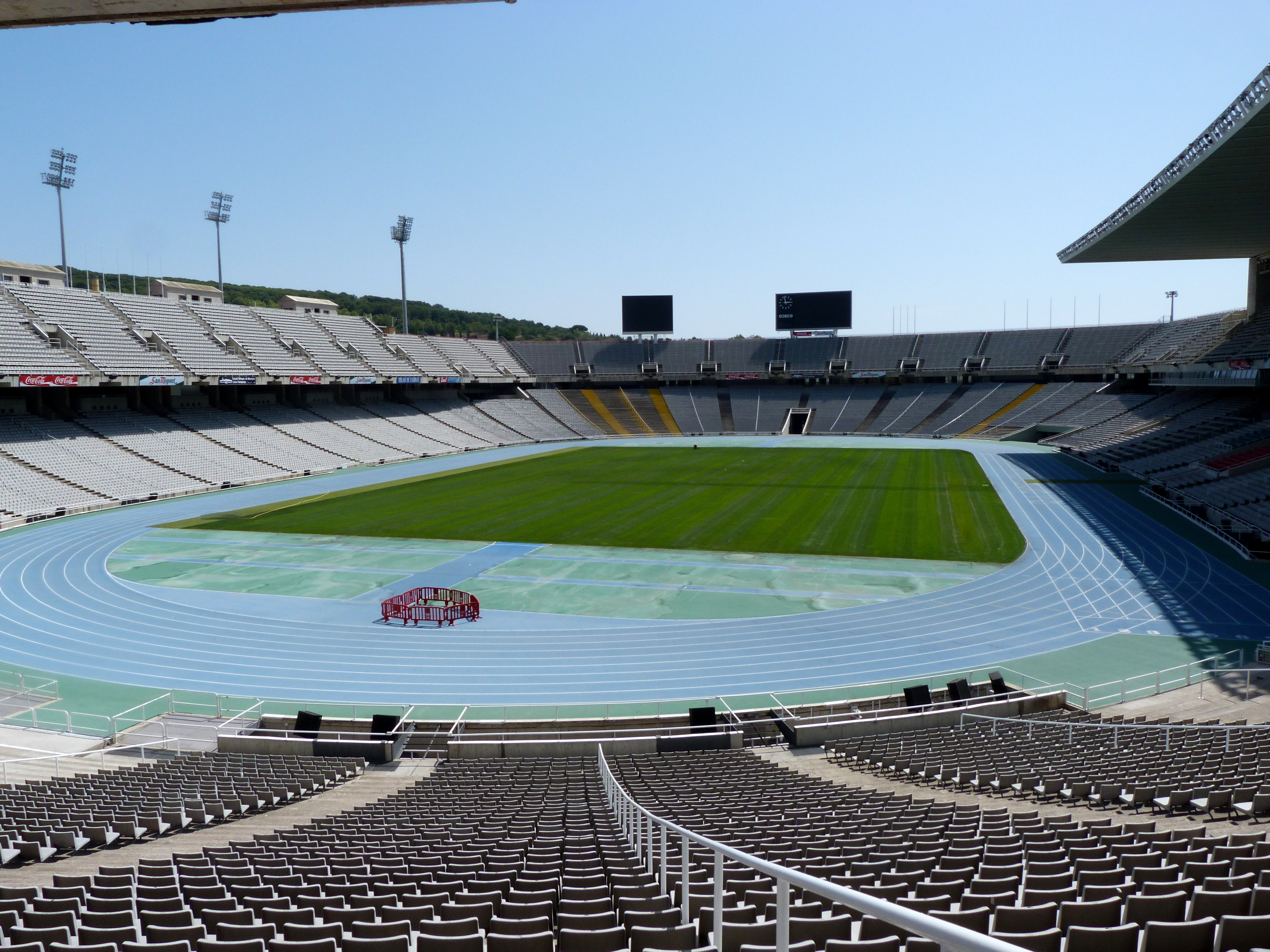
Das Olympiastadion Estadi Olímpic Lluís Companys
Barcelona im Jahr 2012

Der Diskuswurf der Männer bei den Leichtathletik-Europameisterschaften 2010 wurde am 30. Juli und 1. August 2010 im Olympiastadion Estadi Olímpic Lluís Companys der spanischen Stadt Barcelona ausgetragen.
Europameister wurde der polnische Olympiazweite von 2008 und Vizeweltmeister von 2009 Piotr Małachowski. Platz zwei belegte der deutsche Weltmeister von 2009 und Vizeweltmeister von 2007 Robert Harting. Der ungarische Europameister von 2002 und Vizeweltmeister von 2003 Róbert Fazekas, der zwischenzeitlich nach versuchtem Dopingbetrug mit einer zweijährigen Sperre belegt worden war, errang die Bronzemedaille.

## Rekorde

### Bestehende Rekorde
| Weltrekord           | 74,08 m | Jürgen Schult  | Neubrandenburg DDR (heute Deutschland) | 6. Juni 1986    |
| Europarekord         | 74,08 m | Jürgen Schult  | Neubrandenburg DDR (heute Deutschland) | 6. Juni 1986    |
| Meisterschaftsrekord | 68,83 m | Róbert Fazekas | EM München, Deutschland                | 11. August 2002 |

### Rekordverbesserung
Der polnische Europameister Piotr Małachowski verbesserte den bestehenden EM-Rekord im Finale am 1. August um vier Zentimeter auf 68,87 m. Zum Welt- und Europarekord fehlten ihm 5,21 m.

## Legende
Kurze Übersicht zur Bedeutung der Symbolik – so üblicherweise auch in sonstigen Veröffentlichungen verwendet:
| CR  | Championshiprekord    |
| NM  | keine Weite (no mark) |
| ogV | ohne gültigen Versuch |
| –   | verzichtet            |
| x   | ungültig              |

## Qualifikation
32 Wettbewerber traten in zwei Gruppen zur Qualifikationsrunde an. Acht von ihnen (hellblau unterlegt) übertrafen die Qualifikationsweite für den direkten Finaleinzug von 63,50 m. Damit war die Mindestzahl von zwölf Finalteilnehmern nicht erreicht. Das Finalfeld wurde mit den vier nächstplatzierten Sportlern (hellgrün unterlegt) auf zwölf Werfer aufgefüllt. So reichten für die Finalteilnahme schließlich 60,87 m.

### Gruppe A

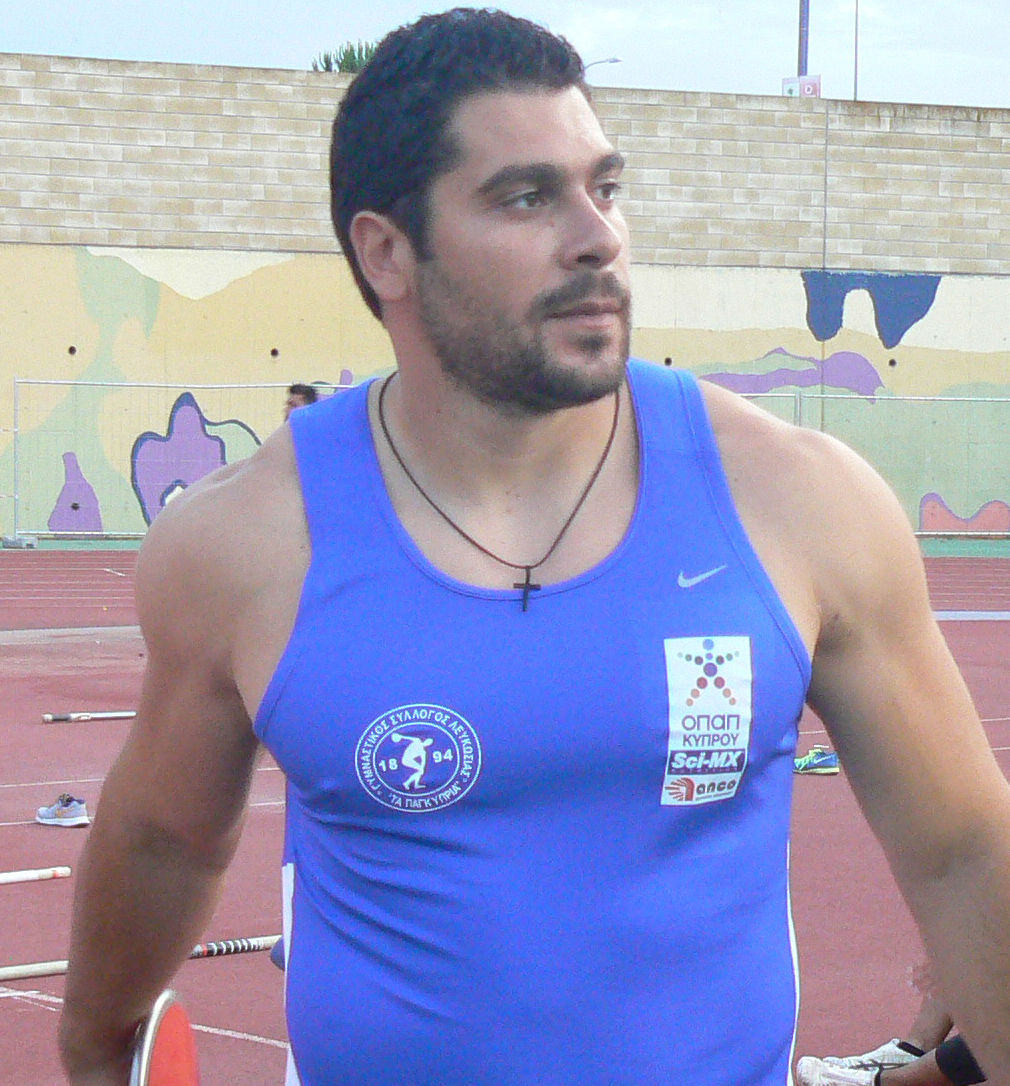
Apostolos Parellis scheiterte mit 60,57 m in der Qualifikation

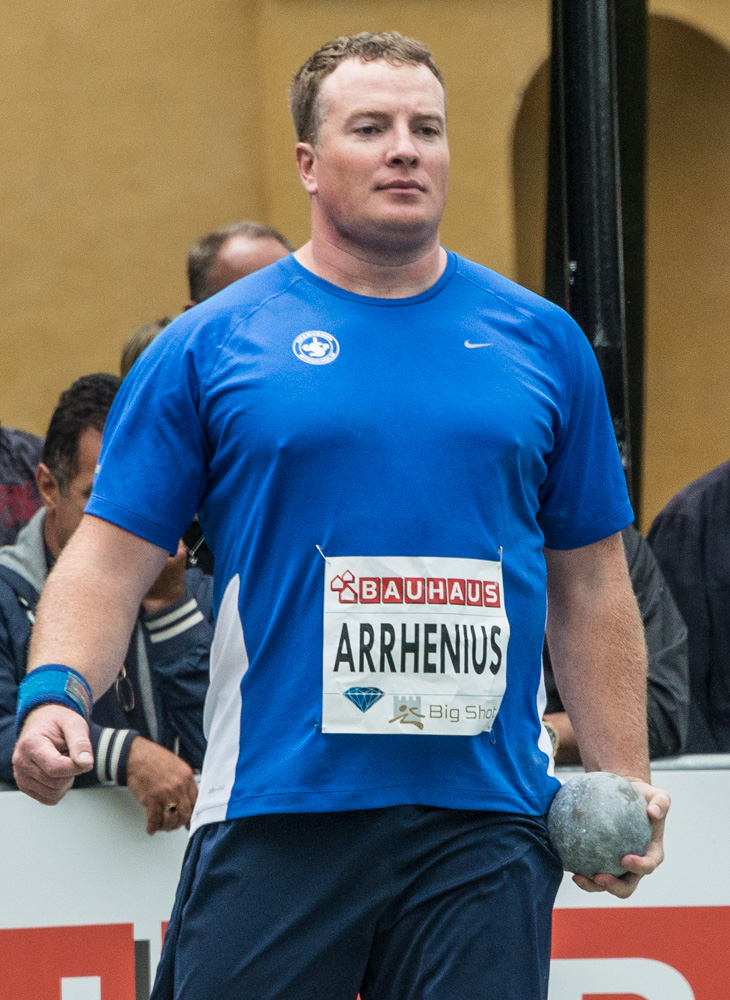
Niklas Arrhenius erzielte 60,25 m und erreichte damit nicht das Finale

31. Juli 2010, 10:10 Uhr
| Platz | Name                    | Nation      | Resultat (m) | 1. Versuch (m) | 2. Versuch (m) | 3. Versuch (m) |
| 1     | Robert Harting          | Deutschland | 66,93        | 63,17          | 66,93          | –              |
| 2     | Gerd Kanter             | Estland     | 65,43        | 65,43          | –              | –              |
| 3     | Róbert Fazekas          | Ungarn      | 64,30        | 64,30          | –              | –              |
| 4     | Märt Israel             | Estland     | 63,99        | 63,27          | 63,99          | –              |
| 5     | Virgilijus Alekna       | Litauen     | 63,93        | 61,08          | x              | 63,93          |
| 6     | Frank Casañas           | Spanien     | 63,61        | 63,61          | –              | –              |
| 7     | Sergiu Ursu             | Rumänien    | 62,43        | x              | 61,11          | 62,43          |
| 8     | Przemysław Czajkowski   | Polen       | 61,97        | 59,36          | 60,87          | 61,97          |
| 9     | Bogdan Pischtschalnikow | Russland    | 60,69        | 55,89          | 57,42          | 60,69          |
| 10    | Apostolos Parellis      | Zypern      | 60,57        | x              | 58,09          | 60,57          |
| 11    | Niklas Arrhenius        | Schweden    | 60,25        | 60,25          | 57,30          | 58,98          |
| 12    | Mikko Kyyrö             | Finnland    | 58,96        | 58.02          | 58,96          | x              |
| 13    | Ivan Hryshyn            | Ukraine     | 58,61        | 57,90          | 58,36          | 58,61          |
| 14    | Gaute Myklebust         | Norwegen    | 58,39        | 55,60          | x              | 58,39          |
| 15    | Marin Premeru           | Kroatien    | 58,03        | x              | 57,85          | 58,03          |
| 16    | Libor Malina            | Tschechien  | 53,64        | 53,64          | x              | x              |

### Gruppe B

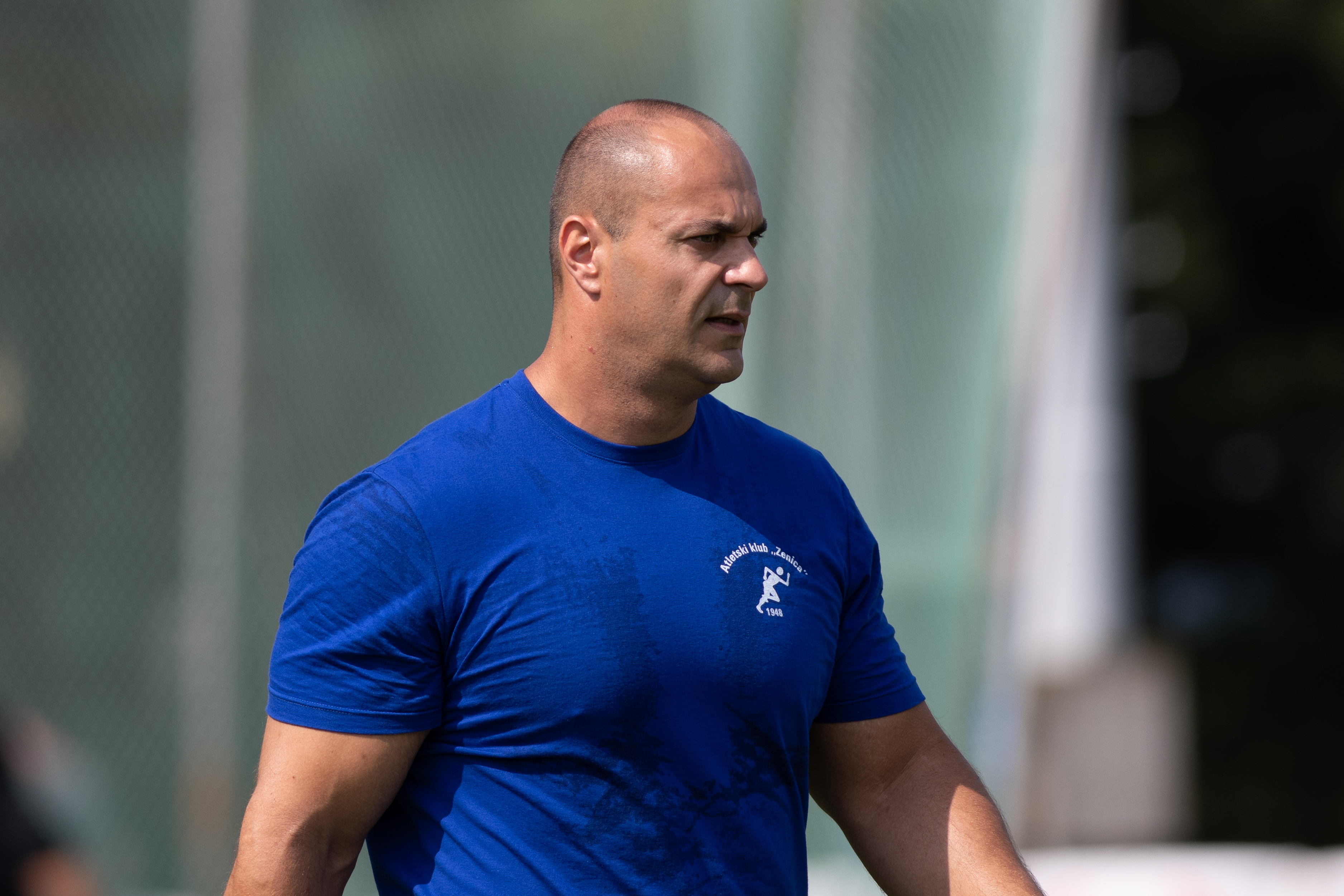
Mit seinen 61,55 m fehlte Roland Varga ein knapper halber Meter an der Finalteilnahme
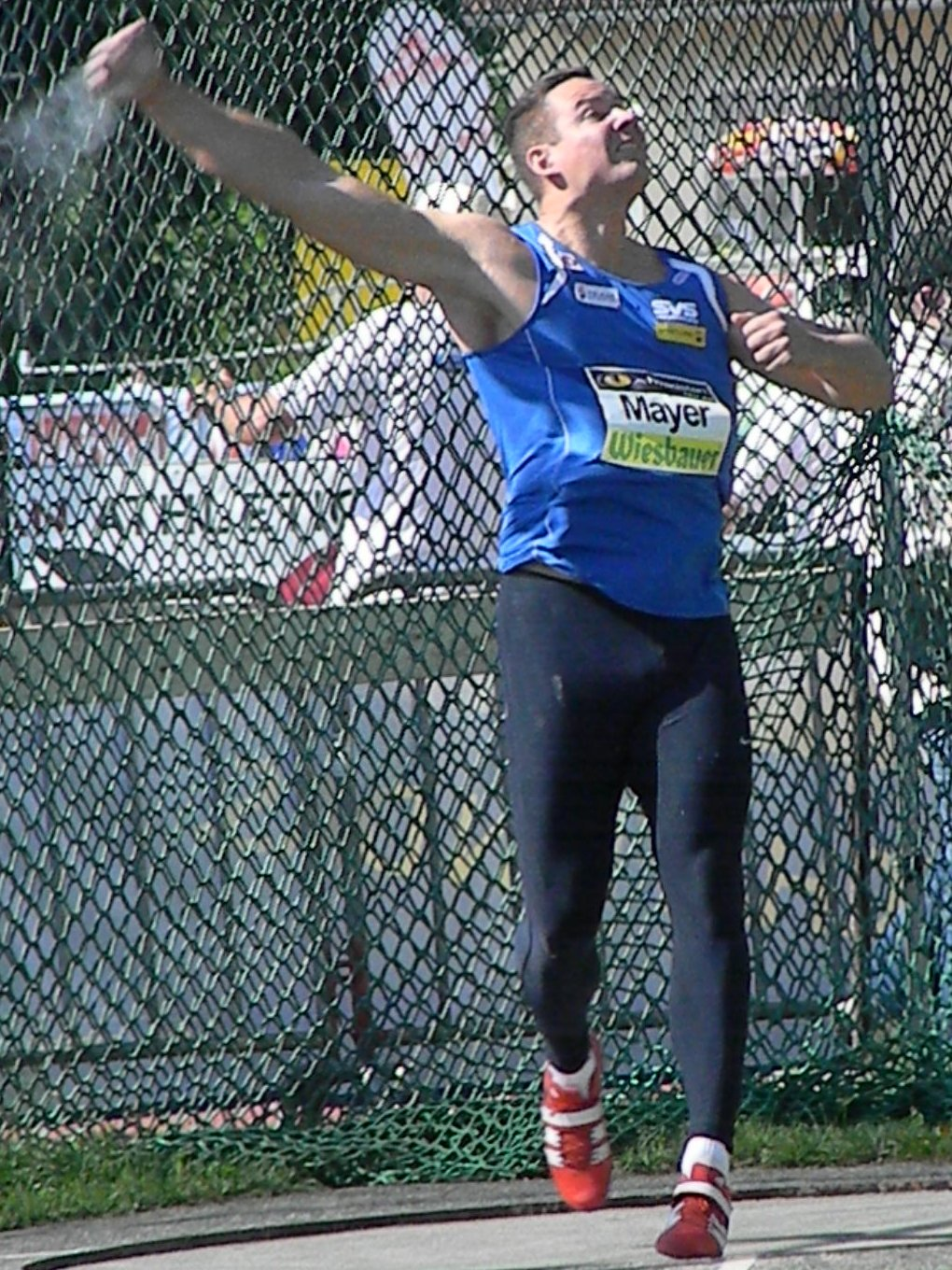
Gerhard Mayers 60,76 m reichten nicht zur Teilnahme am Finale
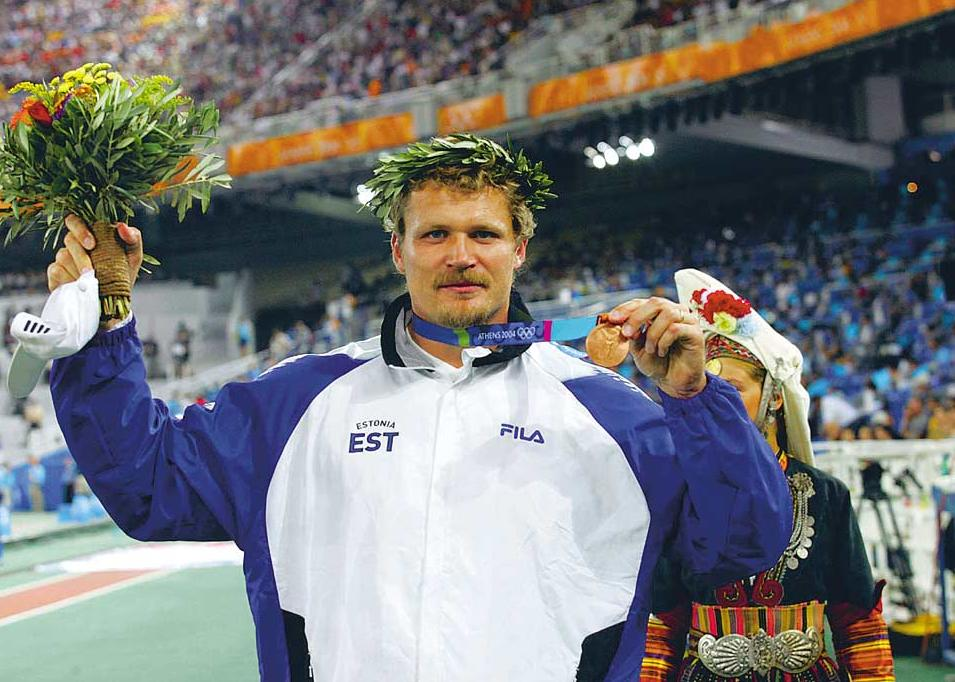
Nach Olympiabronze 2004 und EM-Bronze 2006 scheiterte Aleksander Tammert hier mit 60,07 m in der Qualifikation

31. Juli 2010, 11:40 Uhr
| Platz | Name                 | Nation      | Resultat (m) | 1. Versuch (m) | 2. Versuch (m) | 3. Versuch (m) |
| 1     | Mario Pestano        | Spanien     | 64,95        | 62,47          | 64,95          | –              |
| 2     | Piotr Małachowski    | Polen       | 63,69        | 63,69          | –              | –              |
| 3     | Martin Wierig        | Deutschland | 62,57        | x              | 58,64          | 62,57          |
| 4     | Martin Marić         | Kroatien    | 62,27        | 61,26          | 62,27          | x              |
| 5     | Erik Cadée           | Niederlande | 61,97        | 61,86          | x              | 61,97          |
| 6     | Roland Varga         | Kroatien    | 61,55        | 60,53          | 61,11          | 61,55          |
| 7     | Gerhard Mayer        | Österreich  | 60,76        | 59,88          | 59,31          | 60,76          |
| 8     | Aleksander Tammert   | Estland     | 60,07        | 60,07          | 59,38          | 58,98          |
| 9     | Frantz Kruger        | Finnland    | 59,55        | 59,55          | x              | x              |
| 10    | Zoltán Kővágó        | Ungarn      | 59,04        | x              | x              | 59,04          |
| 11    | Jan Marcell          | Tschechien  | 58,95        | x              | 58,95          | 57,73          |
| 12    | Markus Münch         | Deutschland | 58,81        | 58,81          | 58,25          | x              |
| 13    | Mihai Grasu          | Rumänien    | 58,55        | 57,61          | x              | 58,55          |
| 14    | Dzmitry Sivakou      | Belarus     | 58,53        | 57,42          | 58,53          | x              |
| 15    | Aleksas Abromavičius | Litauen     | 58,05        | 58,05          | x              | x              |
| 16    | Oleksij Semenow      | Ukraine     | 56,42        | x              | x              | 56,42          |

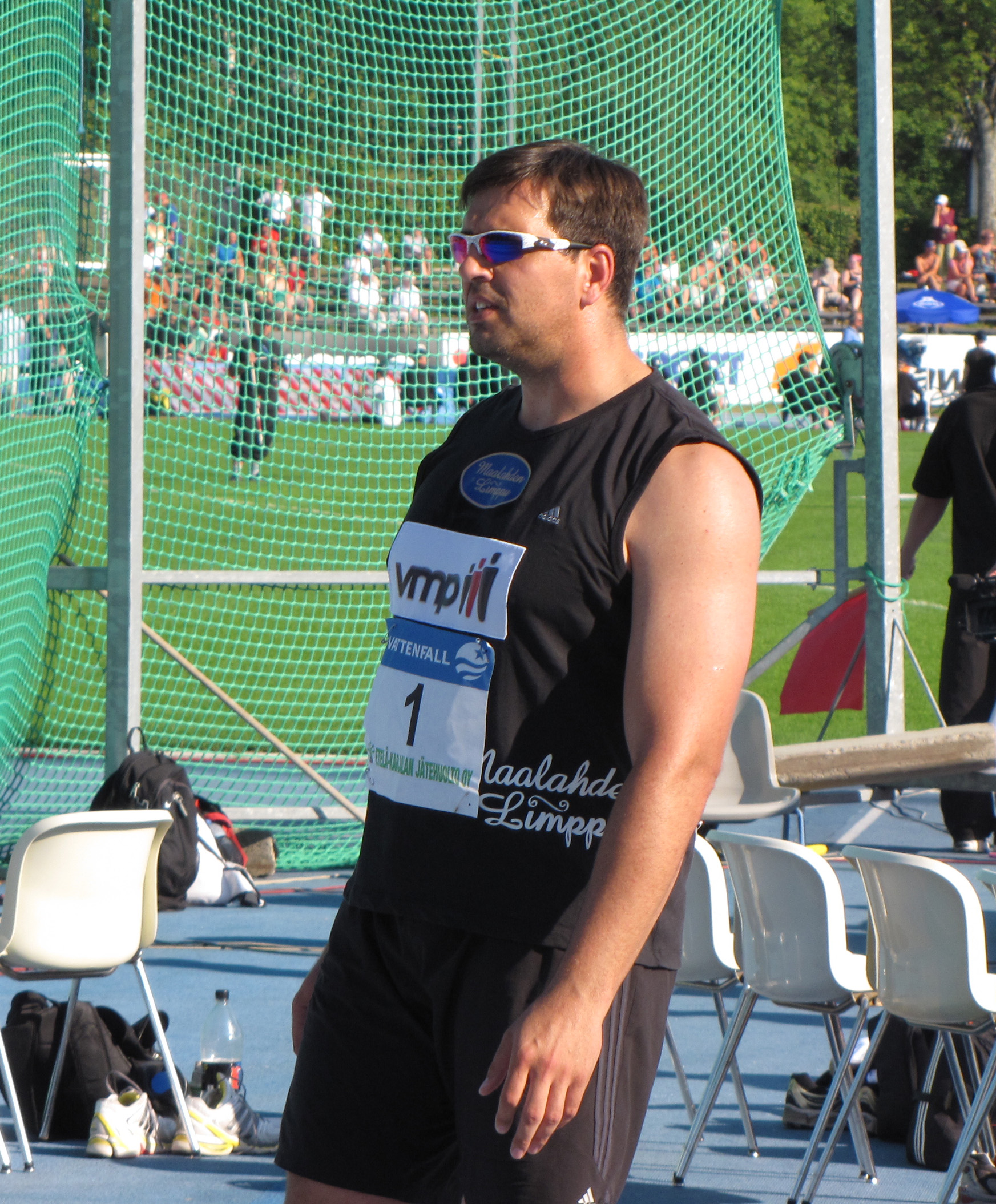
Frantz Kruger erzielte 59,55 m und schied damit aus
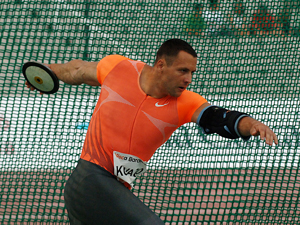
Zoltán Kővágós – ausgeschieden mit 59,04 m
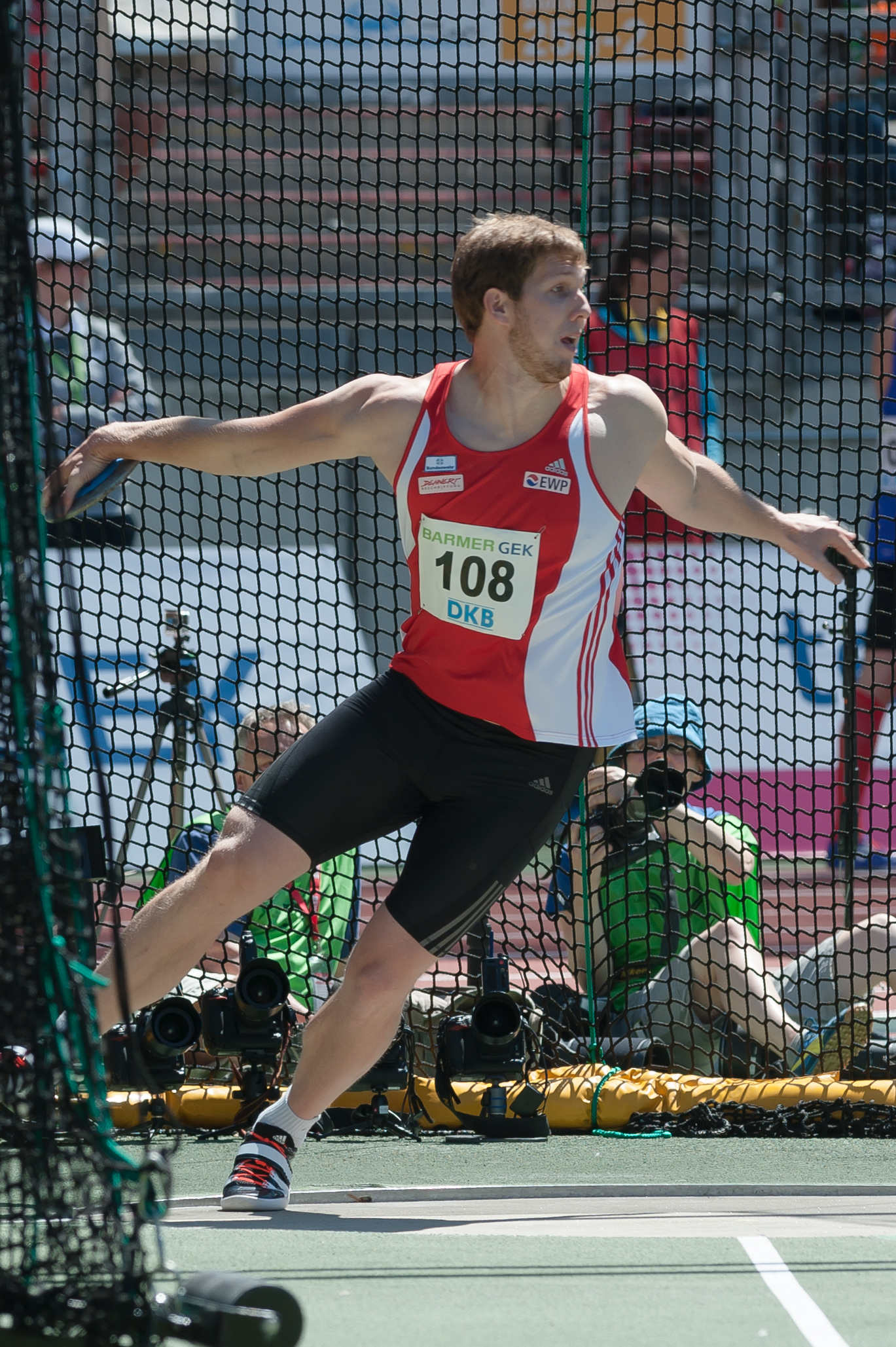
Mit 58,81 m blieb Markus Münch in der Qualifikation hängen

## Finale
1. August 2010, 19:45 Uhr
| Platz | Name              | Nation      | Resultat (m) | 1. Versuch (m) | 2. Versuch (m) | 3. Versuch (m) | 4. Versuch (m)                         | 5. Versuch (m)                         | 6. Versuch (m)                         |
| 1     | Piotr Małachowski | Polen       | 68,87 CR     | 65,84          | 68,87          | x              | 64,06                                  | x                                      | 64,37                                  |
| 2     | Robert Harting    | Deutschland | 68,47000     | 68,33          | 66,46          | 68,47          | 66,35                                  | 66,86                                  | 68,34                                  |
| 3     | Róbert Fazekas    | Ungarn      | 66,43000     | 64,84          | 64,85          | 66,43          | x                                      | 64,65                                  | 66,15                                  |
| 4     | Gerd Kanter       | Estland     | 66,20000     | 63,17          | 64,57          | 65,38          | 63,85                                  | 65,44                                  | 66,20                                  |
| 5     | Virgilijus Alekna | Litauen     | 64,64000     | 62,05          | 63,59          | 63,19          | 63,15                                  | 64,64                                  | 63,56                                  |
| 6     | Mario Pestano     | Spanien     | 64,51000     | 64,41          | 61,02          | 64,51          | 63,98                                  | 63,38                                  | 62,57                                  |
| 7     | Martin Wierig     | Deutschland | 63,32000     | 60,96          | 63,32          | x              | 63,24                                  | x                                      | 61,91                                  |
| 8     | Sergiu Ursu       | Rumänien    | 63,11000     | 60,73          | 61,36          | 63,11          | x                                      | 61,90                                  | 62,11                                  |
| 9     | Märt Israel       | Estland     | 62,59000     | x              | 62,59          | x              | nicht im Finale der besten acht Werfer | nicht im Finale der besten acht Werfer | nicht im Finale der besten acht Werfer |
| 10    | Martin Marić      | Kroatien    | 62,53000     | 61,52          | x              | 62,53          | nicht im Finale der besten acht Werfer | nicht im Finale der besten acht Werfer | nicht im Finale der besten acht Werfer |
| 11    | Frank Casañas     | Spanien     | 62,15000     | x              | 62,15          | x              | nicht im Finale der besten acht Werfer | nicht im Finale der besten acht Werfer | nicht im Finale der besten acht Werfer |
| NM    | Erik Cadée        | Niederlande | ogV000       | x              | x              | x              | nicht im Finale der besten acht Werfer | nicht im Finale der besten acht Werfer | nicht im Finale der besten acht Werfer |

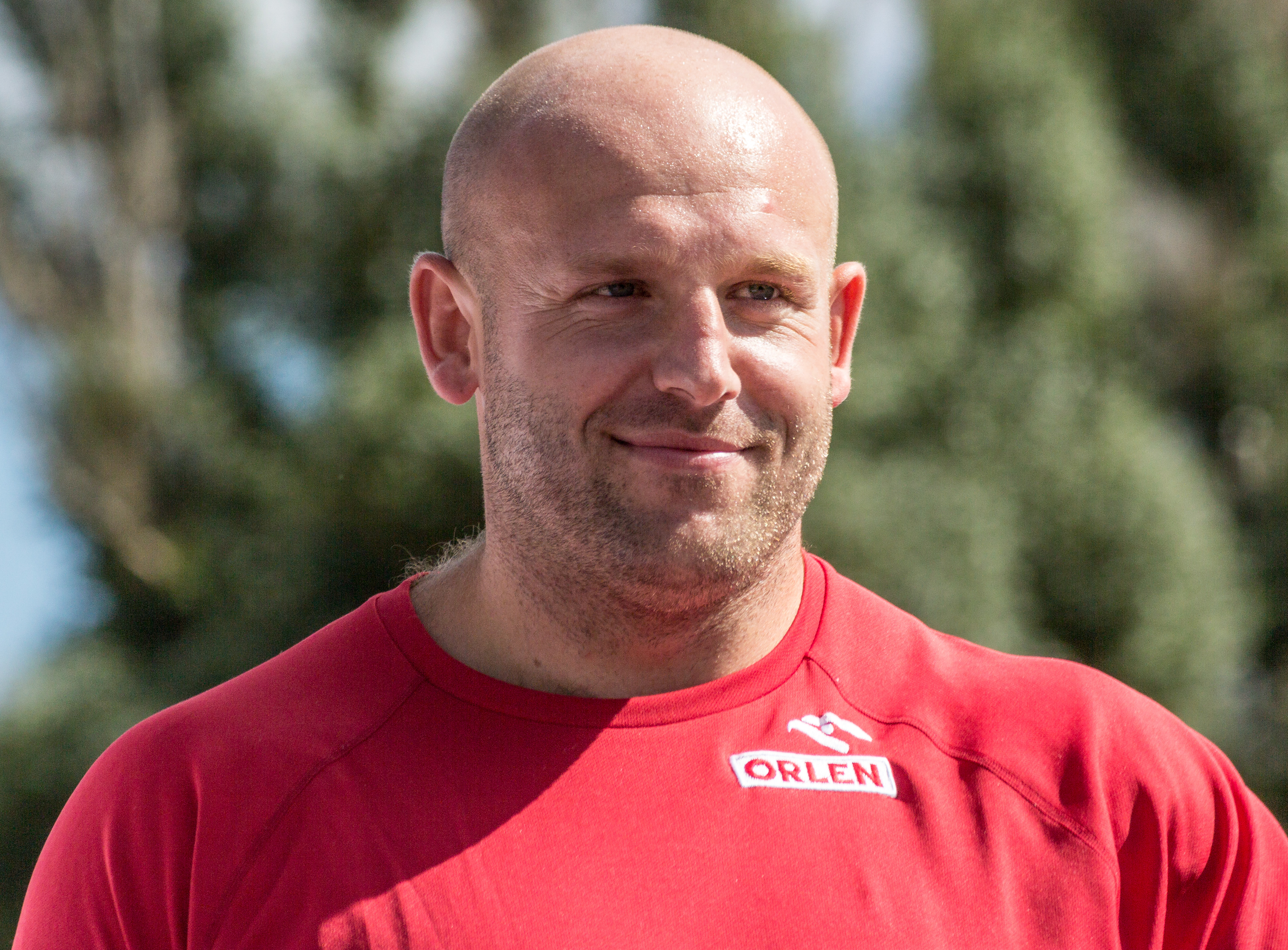
Piotr Małachowski, 2008 Olympiazweiter und 2009 Vizeweltmeister, errang hier seinen ersten großen internationalen Titel – weitere Erfolge hatte er noch vor sich

Der amtierende Weltmeister Robert Harting aus Deutschland errang mit 68,47 m die Silbermedaille. Gold ging mit 68,87 m im zweiten Wurf an den Polen Piotr Małachowski, den WM-Zweiten von 2009 in Berlin. Róbert Fazekas aus Ungarn, Europameister von 2002 in München, belegte mit 66,43 m Platz drei. Nach Olympia- und Weltmeisterschaftssilber gewann Piotr Małachowski seine erste Goldmedaille, Robert Harting zeigte sich selbst trotz Silbermedaille nach dem Wettbewerb mit seinem Abschneiden unzufrieden.

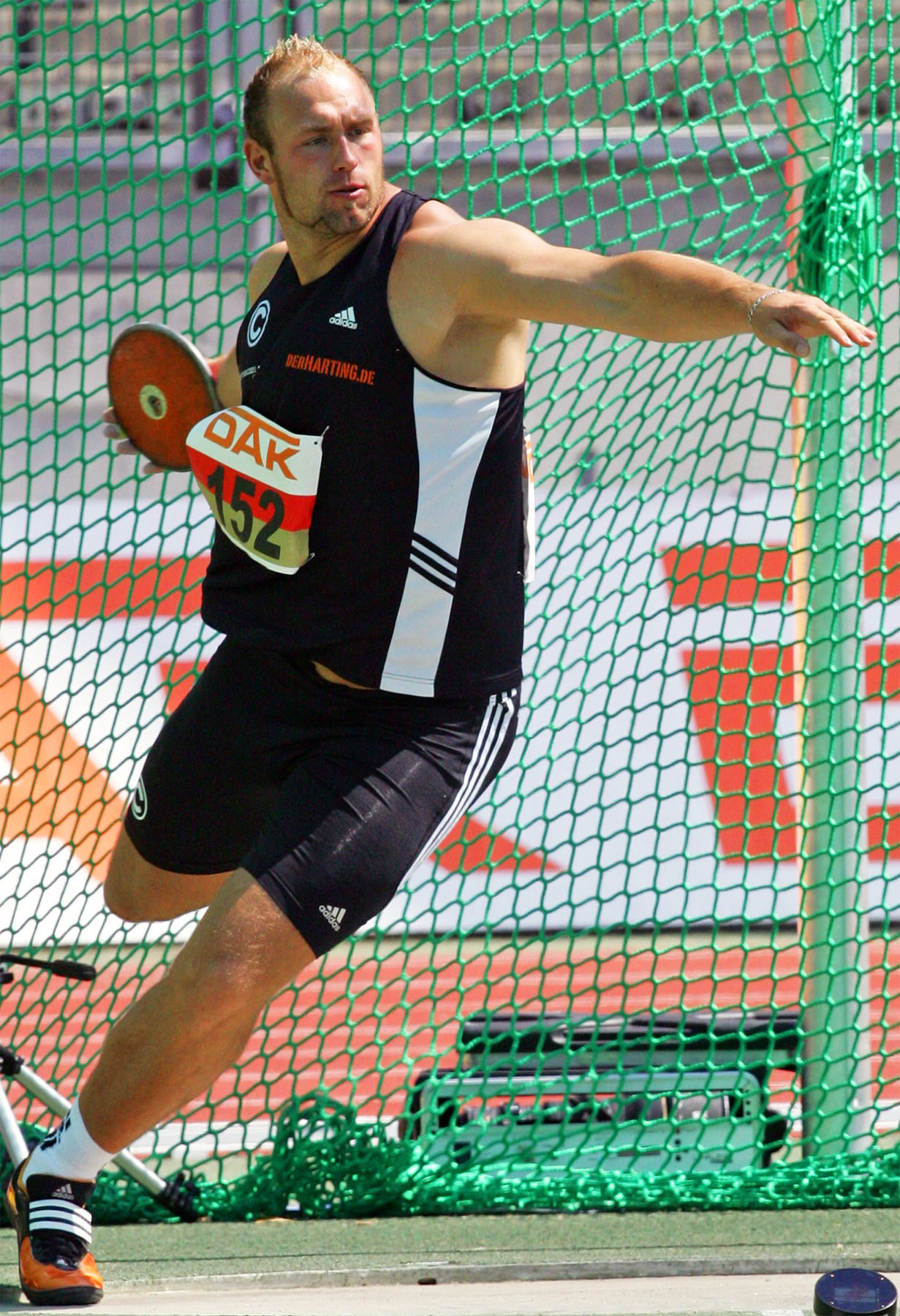
Der Weltmeister von 2009 und Vizeweltmeister von 2007 Robert Harting wurde Vizeeuropameister – auch er errang in den folgenden Jahren noch zahlreiche große internationale Titel
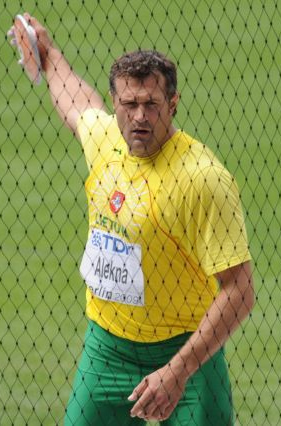
Der zweifache Olympiasieger (2000/2004), zweifache Weltmeister (2003/2005) und Titelverteidiger Virgilius Alekna erreichte diesmal Platz fünf
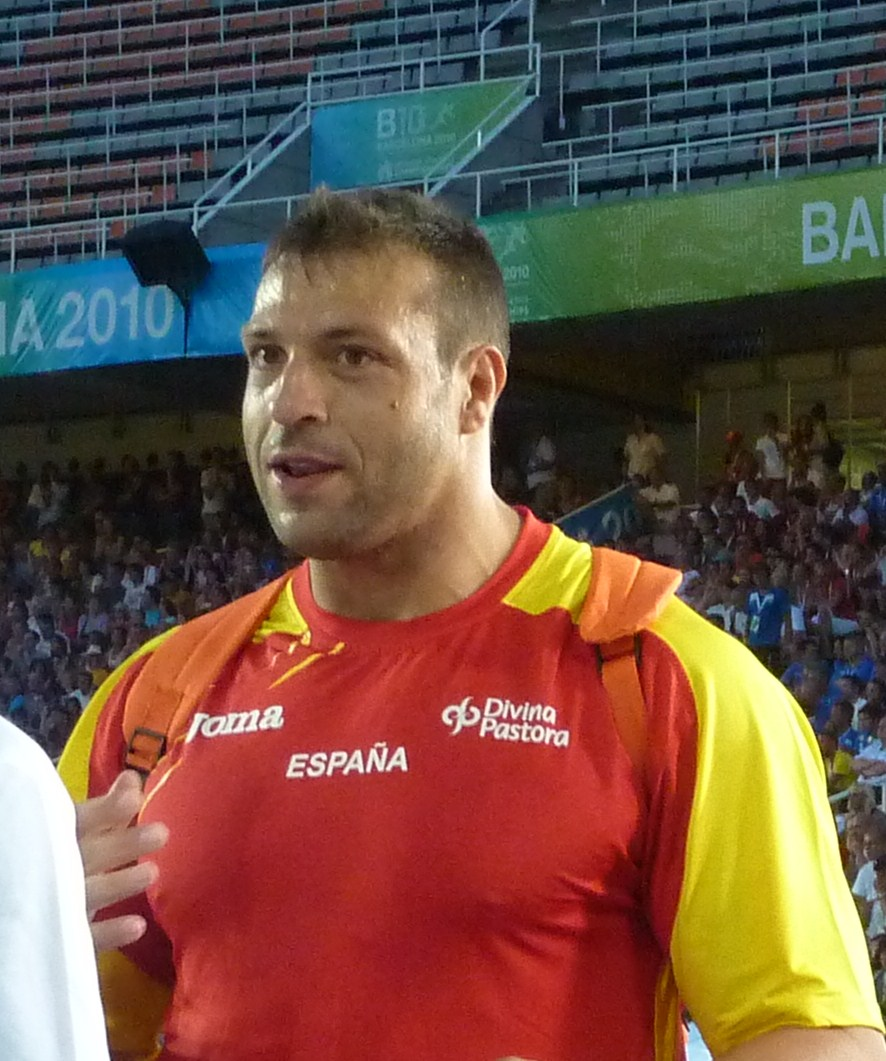
Nach zwei vierten Plätzen bei Europameisterschaften (2002/2006) kam Mario Pestano auf den sechsten Rang
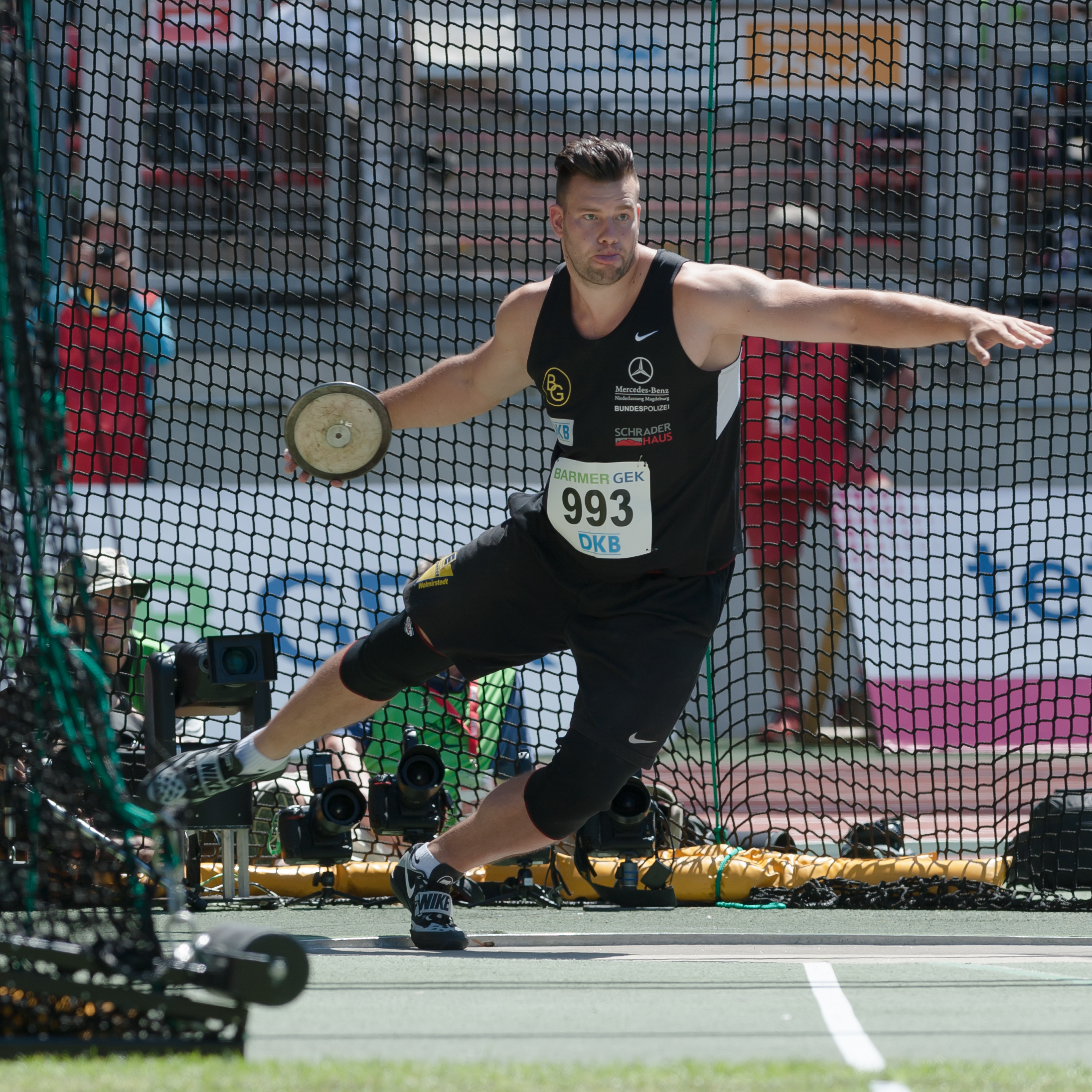
Platz sieben für Martin Wierig

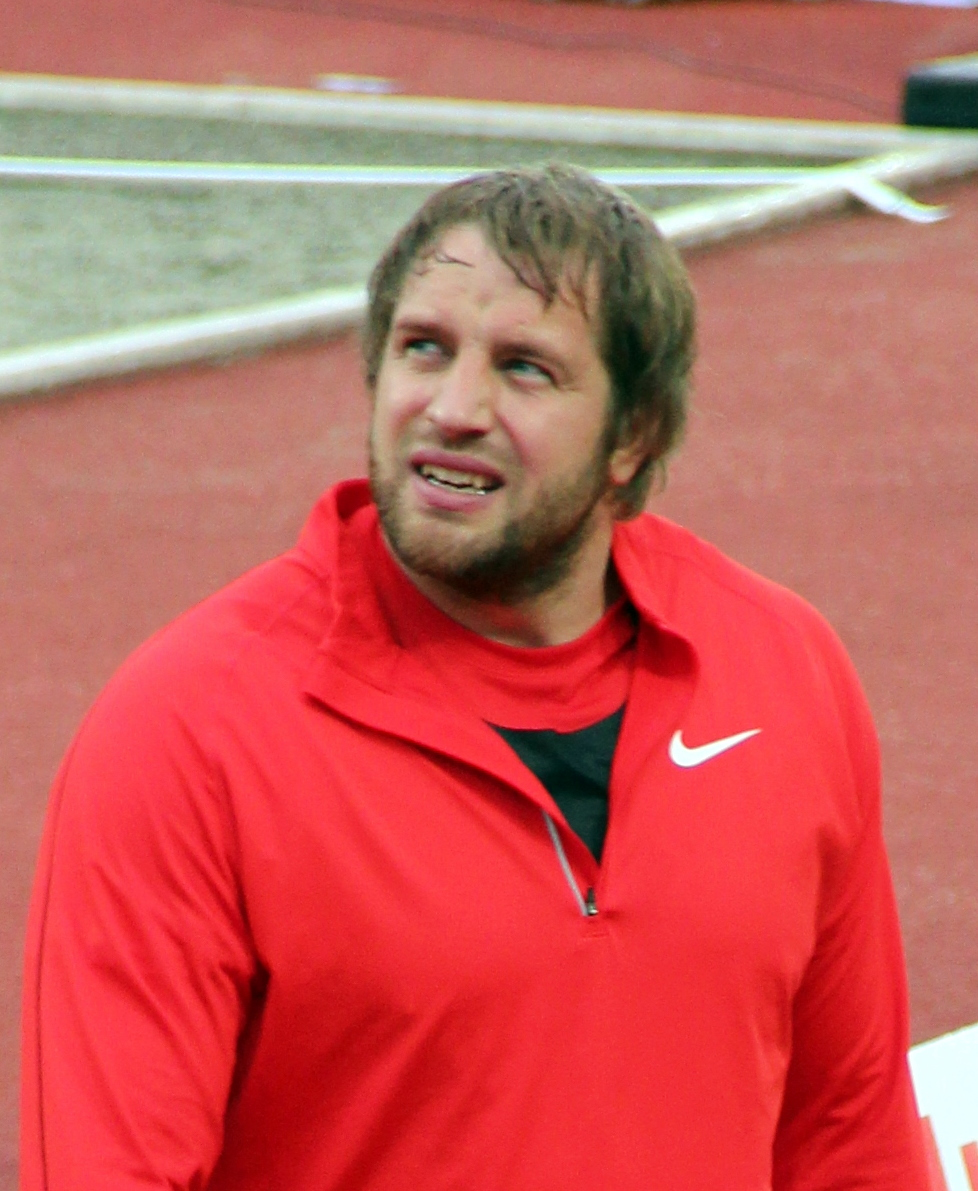
Märt Israel – Rang neun
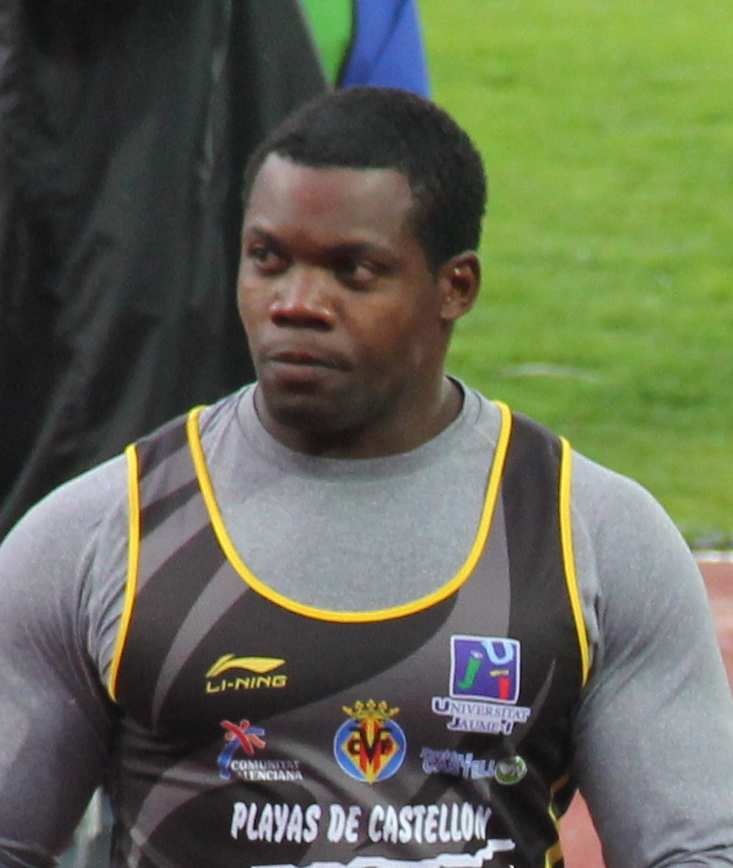
Frank Casañas wurde Elfter
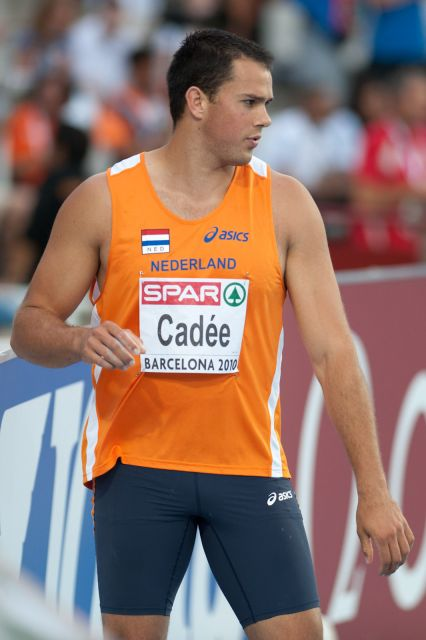
Erik Cadée blieb im Finale ohne gültigen Versuch

## Videolink
- Mens Discus Throw Final European Champs 2010 Barcelona, youtube.com (englisch), abgerufen am 23. Dezember 2019